# Škoda Garde
La Škoda Garde (nome in codice Type 743) è una autovettura prodotta dalla casa automobilistica ceca Škoda Auto dal 1981 al 1984.

## Descrizione

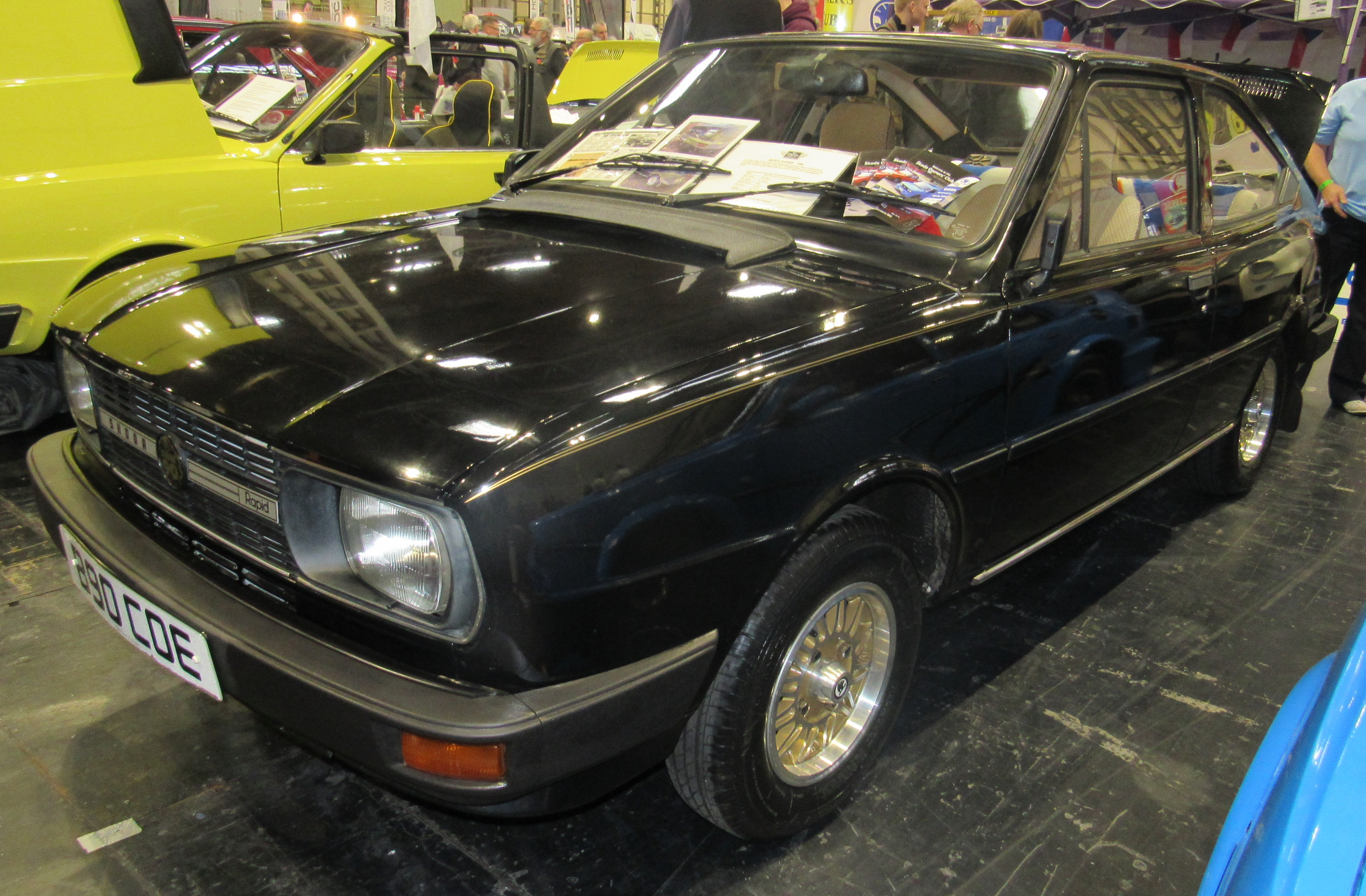

La Garde era una coupé a due volumi con 2 porte, inizialmente prodotta a Kvasiny dal 1981 al maggio 1982. La produzione è stata poi spostata a Bratislava in Slovacchia, diventando la prima auto prodotta in serie sul suolo slovacco. In Germania dell'Est la Garde veniva venduta con il nome di Rapid.
Tecnicamente basata sulla Škoda 120 LS dalla quale riprendeva lo schema meccanico "tutto indietro", a spingere la vettura c'era un motore da 1,2 litri (dalla cilindrata di 1174 cm³) raffreddato a liquido montato in posizione posteriore longitudinale a sbalzo dietro i sedili posteriori, alimentato attraverso dei carburatori doppio corpo erogando una potenza di 40,5 kW (54,3 CV).